# Іськів Яр
Іськів Яр —  село в Україні, у Зміївській міській громаді Чугуївського району Харківської області. Населення становить 0 осіб. До 2020 орган місцевого самоврядування — Задонецька сільська рада.

## Географія
Село Іськів Яр знаходиться між річками Вільшанка (4 км, правий берег) і Сіверський Донець (3 км, правий берег), на відстані 1 км від села Гайдари, за 7 км від міста Зміїв. Село оточене великим лісовим масивом (дуб).

## Історія
1658 — дата заснування.
12 червня 2020 року, відповідно до Розпорядження Кабінету Міністрів України  № 725-р «Про визначення адміністративних центрів та затвердження територій територіальних громад Харківської області», увійшло до складу Зміївської міської громади.
19 липня 2020 року, в результаті адміністративно-територіальної реформи та ліквідації Зміївського району, село увійшло до складу Чугуївського району Харківської області.

## Населення

### Мова
Розподіл населення за рідною мовою за даними перепису 2001 року:
| Мова       | Кількість | Відсоток |
| ---------- | --------- | -------- |
| українська | 3         | 100%     |

## Економіка
- Молочно-товарна ферма.